# Брасильяно, Дженнаро
Дженнаро́ Брасильяно́ (фр. Gennaro Bracigliano; род. 1 марта 1980, Форбак) — французский футболист, игравший на позиции вратаря.

## Клубная карьера
Дженнаро Брасильяно — воспитанник футбольного клуба «Нанси». В первой команде клуба оказался в 1999 году, но за два первых сезона не сыграл ни одного матча; основным вратарём команды оставался Бертран Лаке.
Сезоны 2001/02 и 2002/03 Брасильяно провёл в клубах третьего дивизиона «Луан-Кюизо» и «Анже», получая там регулярную игровую практику. К моменту возвращения голкипера в «Нанси» Лаке в команде уже не было. Тем не менее в первой половине сезона 2003/04 основным вратарём команды был Оливье Сорен, Брасильяно же игровой практики не имел.
Дебютировал в команде 10 января 2004 года в матче Лиги 1 против «Сент-Этьена», отыграв матч «на ноль».
В следующем сезоне Брасильяно стал основным вратарём команды, выходя в основном составе во всех 38-ми матчах чемпионата.
Сорен же лишь раз вышел на замену за 2 минуты до конца встречи).
Картина долгое время не менялась и на протяжении сезона 2005/06, но 15 апреля 2006 года Брасильяно пропустил 6 мячей от марсельского «Олимпика» и не только потерял место в воротах, но в оставшихся 3 матчах первенства страны вовсе не попадал в заявку на матч.
В сезоне 2006/07 3 вратаря «Нанси» (Брасильяно, Сорен и пришедший в команду Дамьян Грегорини) получили сопоставимое количество игрового времени в Лиге 1 (10, 12 и 16 матчей соответственно).
По окончании сезона Сорен перешёл в «Осер», и Брасильяно в следующем чемпионате отыграл все матчи с первой до последней минуты, пропустив 30 мячей в 38 проведённых встречах.
За следующие 2 чемпионата Брасильяно сыграл ещё 60 матчей за «Нанси», но пропустил в 7 матчах первенства 2010/11 14 голов, после чего потерял место в основном составе команды.
Летом 2011 года голкипер перешёл в «Олимпик Марсель». В новой команде получал игровую практику эпизодически. За полтора сезона, проведённых в команде, вратарь не сыграл ни одного матча в чемпионате страны и лишь несколько раз защищал цвета «южан» в матчах национальных кубковых турниров и еврокубков.

## Достижения
- Обладатель Кубка лиги (2): 2005/06, 2011/12
- Обладатель Суперкубка Франции: 2012

## Семья
Дядя голкипера Венсан Брасильяно — футболист, выступавший на позиции полузащитника с 1976 по 1992 год за «Мец», «Нант» и «Ним Олимпик».